# Vatteville
Vatteville ist eine französische Gemeinde mit 177 Einwohnern (Stand 1. Januar 2022) im Département Eure in der Region Normandie; sie gehört zum Arrondissement Les Andelys und zum Kanton Les Andelys.

## Einwohnerentwicklung
| 1962 | 1968 | 1975 | 1982 | 1990 | 1999 | 2017 |
| ---- | ---- | ---- | ---- | ---- | ---- | ---- |
| 135  | 140  | 110  | 144  | 166  | 160  | 182  |

|  |  |

## Lokale Produkte
Auf dem Gemeindegebiet gelten geschützte geographische Angaben (IGP) für Schweinefleisch (Porc de Normandie), Geflügel (Volailles de Normandie) und Cidre (Cidre de Normandie und Cidre normand).